# Parafia św. Józefa w Chełmnie

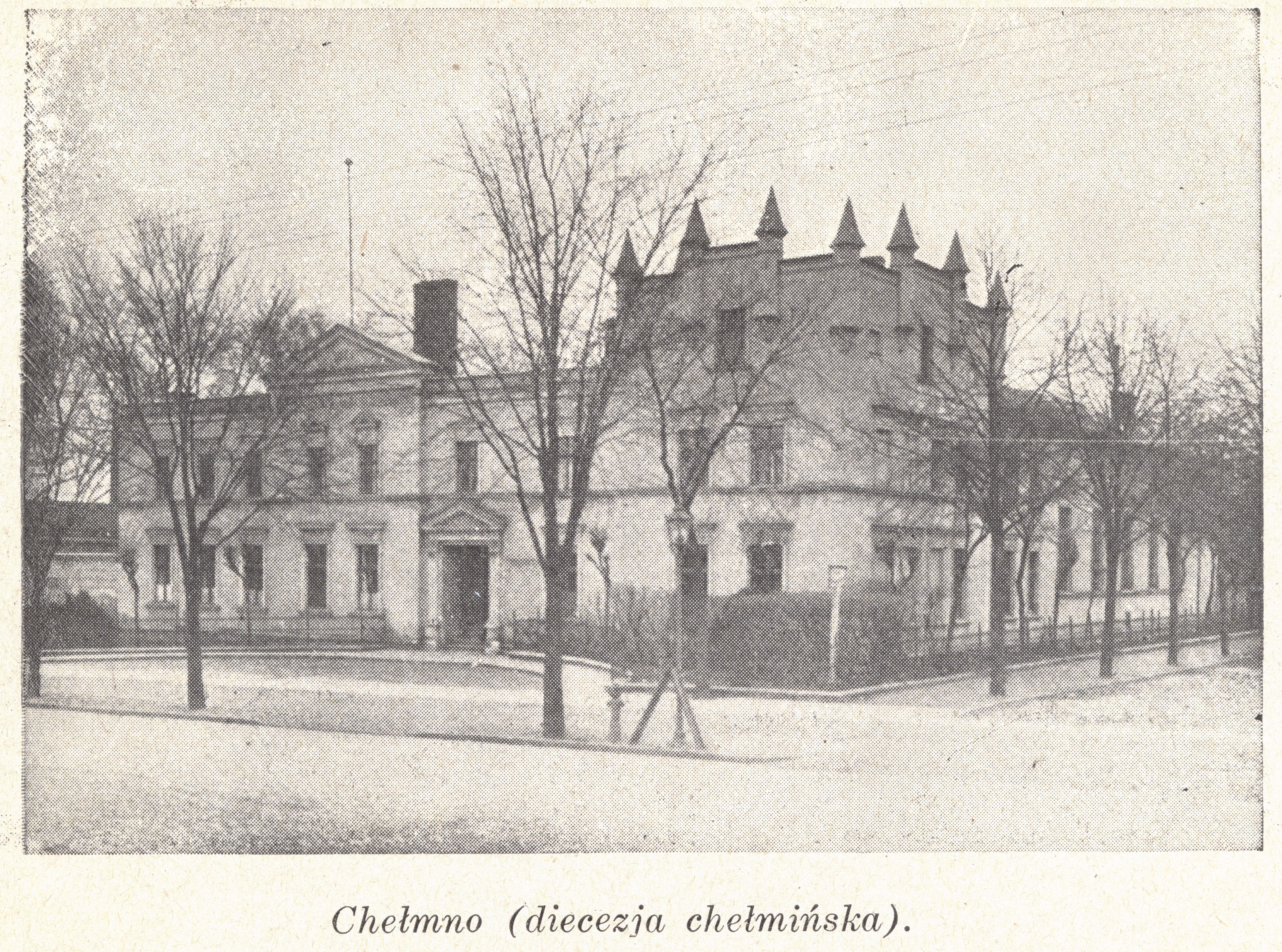
Pallotyński dom w Chełmnie przed II wojną światową

Parafia św. Józefa w Chełmnie – parafia rzymskokatolicka w diecezji toruńskiej, w dekanacie Chełmno, z siedzibą w Chełmnie. Erygowana 21 grudnia 1946.

## Historia
- 21 grudnia 1946 – powołanie parafii przy domu zakonnym pallotynów w Chełmnie.

## Kościół parafialny
- Budynek kościelny został wybudowany na początku XX wieku. Wcześniej był salą teatralną i salą zebrań. Od 1930 mieścił kaplicę pallotynów.

## Miejscowości należące do parafii
- Grubno, Dworzyska

## Ulice należące do parafii
- Aleja 3-maja, Brzoskwiniowa, Brzozowa, Cegielniana, Czereśniowa, os. Curie-Skłodowskiej, Dworcowa, Kościuszki, Kolonia Wilsona, Krótka, os. Kopernika, Lipowa, Łunawska, Łożyńskiego, Młyńska, Morelowa, Nadrzeczna, Parkowa, Parowa, Podgórna, Plac Wolności, Planty Kolejowe, Pod Skarpą, Polna, Powstańców Wielkopolskich, Raszei, Śliwowa, Słowackiego, Studzienna, Świętojerska, Szosa Grudziądzka, Wojska Polskiego, Wybudowanie, Wysoka